# Oscar Nordlander

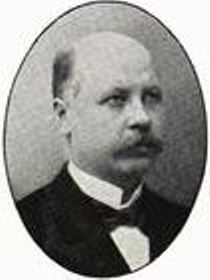
Oscar Nordlander.

Frans Oscar Severin Nordlander, född 12 december 1863 i Färgaryds församling, Jönköpings län, död 16 april 1937, var en svensk läkare. 
Nordlander blev student vid Uppsala universitet 1887, medicine kandidat vid Karolinska institutet i Stockholm 1892 och medicine licentiat där 1898. Han var underläkare vid Sophiahemmet i Stockholm 1899–1900, extra provinsialläkare i Ljusne distrikt, Gävleborgs län, och sjukstugeläkare 1900–1913, provinsialläkare i Älvdalens distrikt och sjukstugeläkare 1914–1920 samt dito i Växjö distrikt 1921–1928 och biträdande förste provinsialläkare i Kronobergs län 1921–1928. Han var järnvägsläkare vid Gävle-Dala Järnväg 1914–1920 och skolläkare vid Växjö högre allmänna läroverk 1925–1931.
År 1908 överlämnade Walther von Hallwyl chefskapet för Ljusneverken till Wilhelm von Eckermann. Grevinnan Ebba von Eckermann skapade en tuberkulospaviljong om sex sängar i Ljusne, där patienter som ej kunde få omedelbar plats på "Hälsan" i Mörsil erhöll förberedande vård. Hon nedlade privat stora kostnader för att förbättra sjukvården i Ljusne, bland annat inreddes epidemisjukstugan för ytterligare tolv patienter. Nordlander kunde därigenom bland annat med framgång bekämpa och inom kort tid kväva den svåra tyfusepidemi, som 1912 härjade i Ljusne.